# Бойко Алла Микитівна
А́лла Мики́тівна Бо́йко (нар.. 10 жовтня 1939, село Удовиченки Зіньківського району Полтавської області) — українська педагогиня. Членкиня-кореспондентка Академії педагогічних наук України (1995), докторка педагогічних наук (1991), професорка (1992). Заслужена діячка науки і техніки України (2000).

## Біографія
1962 року закінчила Полтавський педагогічний інститут. У 1962—1965 роках працювала в школі, в 1965—1972 роках — першим секретарем Полтавського райкому комсомолу, в 1972—1976 роках — директором Полтавського обласного інституту підвищення кваліфікації учителів.
Від 1979 року працює в Полтавському педагогічному інституті (нині Полтавський національний педагогічний університет імені Володимира Короленка). Від 1990 року — завідувач кафедри педагогіки, від 1997 року — проректор з наукової роботи.
20 грудня 1995 року обрана членом-кореспондентом Академії педагогічних наук України (відділення теорії та історії педагогіки).
Від 1998 року — віце-президент Всеукраїнської асоціації імені Антона Макаренка.

## Нагороди та відзнаки
- 2010 року відзначено орденом княгині Ольги третього ступеня[3].
- Заслужений діяч науки і техніки України
- Медаль АПН СРСР «А. С. Макаренко»
- Медаль «Трудова слава» Міжнародного академічного рейтингу «Золота фортуна»
- Медаль «Г. Г. Ващенко» Всеукраїнського педагогічного товариства імені Г. Г. Ващенка

## Родина
- Чоловік: Микола Бойко (1936-2019) - український вчений, історик, доктор історичних наук (1990), професор (1991);
- Донька: Наталія Дем'яненко (нар. 1963) - український вчений, педагог, доктор педагогічних наук (2000), професор (2002), завідувач кафедриНаціонального педагогічного університету імені М. П. Драгоманова.

## Основні праці
Досліджує проблеми формування гуманних педагогічно доцільних відносин учителів і учнів. Автор близько 500 наукових праць, понад 40 одноосібних і колективних монографічних досліджень із педагогіки та історії педагогіки. Засновник наукової школи, до якої входять близько 50 підготовлених нею кандидатів і докторів наук..
- Оновлена парадигма виховання: шляхи реалізації (підготовка вчителя до формування виховуючих відносини з учнями): навчально-методичний посібник для вчителів шкіл, викладачів, студентів педагогічних навчальних закладів / А. М. Бойко ; М-во освіти України, Ін-т змісту і метод. навч. — Київ: ІЗМН, 1996. — 232 с. ; 20 см — ISBN 5-7763-9209-8
- Український рушник [Текст]: засіб національного виховання і витвір народного декоративно-ужиткового мистецтва (на прикладі полтавського вишиваного рушника): Навч.-метод.посібник / Алла Микитівна Бойко, Валентина Петрівна. Титаренко. — Полтава: Верстка, 1998. — 70 с. ; 28 см — ISBN 966-95300-5-9
- Григорій Ващенко: альтернатива поглядів і оцінок: навчальний посібник / А. М. Бойко ; М-во освіти України, Ін-т змісту і метод. навч. — К. : [б. и.], 1998. — 236 с.
- Індивідуальні тьюторські завдання для самостійної роботи студентів II—V курсів (інтегрований курс теорії та історії педагогіки) : 500 тьюторських завдань і запитань: понад: 300 тестів (діагностичних, навч., контр.) / Бойко А. М. — [вид. 2-ге, збагачене й систематизов.]. — Київ: КНТ ; Полтава: ПНПУ, 2010. — 399 с. — Бібліогр.: с. 390—397. — ISBN 978-966-8892-31-8
- Виховання людини: нове і вічне: методолого-теорет. і практ. коментар / Алла Бойко. — Полтава: Техсервіс, 2006. — 566 с. — Бібліогр. у кінці розд. — ISBN 966-8892-15-1